# Stadsmuur van Seoel

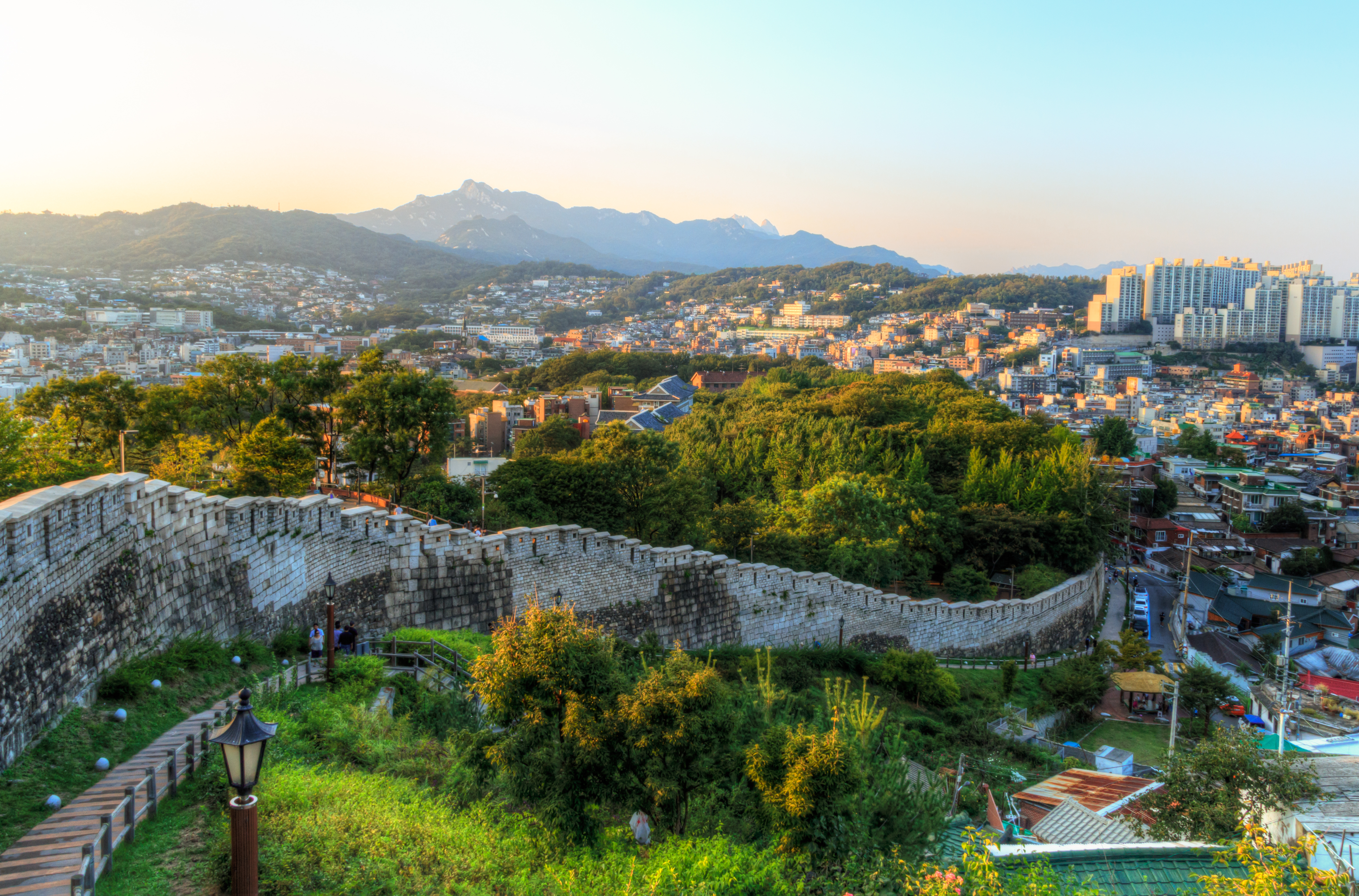
Deel van de stadsmuur van Seoel

De Stadsmuur van Seoel omringt Hanyang (de oude naam van Seoel), voorheen de hoofdstad van de Joseondynastie (1392-1910). Koning Taejo, de stichter van Joseon, wees Hanyang in 1394 aan als de hoofdstad van de nieuwe dynastie. Ter verdediging van de plaats liet hij een stadsmuur bouwen.

## De muur
Hanyang was een bewuste keuze, het lag geografische centraal in zijn koninkrijk en aan de belangrijke rivier Han Gang. Als nieuwe hoofdstad was er behoefte aan representatieve gebouwen. Taejo gaf opdracht tot de bouw van een koninklijk paleis, een koninklijk voorouderlijk heiligdom en een stadsmuur ter verdediging van de hoofdstad.
In 1396 werd met de bouw van de stadsmuur begonnen. Zo'n 200.000 boeren en burgers werden gedurende 98 dagen aan het werk gezet om het werk te voltooien. Eenmaal gereed stond er een 18,6 kilometer lange verdedigingsmuur om de stad. De muur van gemiddeld zo'n zeven meter hoog loopt langs de vier bergen, Baegaksan, Naksan, Namsan en Inwangsan, die toen de stad omringden. In de bergachtige gedeeltes werd de muur optrokken in steen, terwijl in de vlakke gebieden werd volstaan met aarden wallen. In 1421 werden grootschalige herstelwerkzaamheden aan de muur uitgevoerd, waarbij tevens de aarden wallen zijn vervangen door stenen muren.
De hoofdstad werd veroverd tijdens de Japanse invasies en in het midden van de 17e eeuw door een aanval uit China. Aan de muur zijn grootschalige herstelwerkzaamheden verricht, in 1704 onder leiding van koning Sukjong en voor de laatste keer in 1869.

## Poorten
In de muur kwamen vier hoofdpoorten, dit waren Heunginjimun (oostpoort), Donuimun (westpoort), Sungnyemun (zuidpoort) en Sukjeongmun (noordpoort).
Tussen de hoofdpoorten kwamen hulppoorten, namelijk Souimun (in het zuidwesten), Changuimun (in het noordwesten), Hyehwamun (in het noordoosten) en Gwanghuimun (in het zuidoosten). Van de acht poorten zijn enkele behouden: Sungnyemun, gebouwd tegen het einde van de 14e eeuw, en Heunginjimun, Sukjeongmun, Changuimun en Gwanghuimun, gebouwd in de 19e eeuw. Twee hoofdpoorten, Sungnyemun en Heunginjimun, zijn belangrijke nationale monumenten.
Naast de landpoorten zijn er ook waterpoorten zoals Ogansumunen en Igansumun. Igansumun werd in 2008 in beschadigde staat teruggevonden en werd het jaar daarop gerestaureerd.
Gedurende de Japanse bezetting van Korea, tussen 1910 en 1945, zijn delen van de stadmuur afgebroken.

## Monument
In 1963 is een stuk muur van 12 kilometer lengte aangewezen als Historic Site No. 10 (1963) en wordt dienovereenkomstig beschermd, samen met de poorten. De huidige muur bestaat uit gerestaureerde delen, maar andere delen hebben schade opgelopen of zijn zelfs geheel gesloopt.
De muur staat op de voorlopige Lijst van UNESCO werelderfgoed.
Op 31 juli 2012 werd het Seoul City Wall Museum geopend.

## Fotogalerij

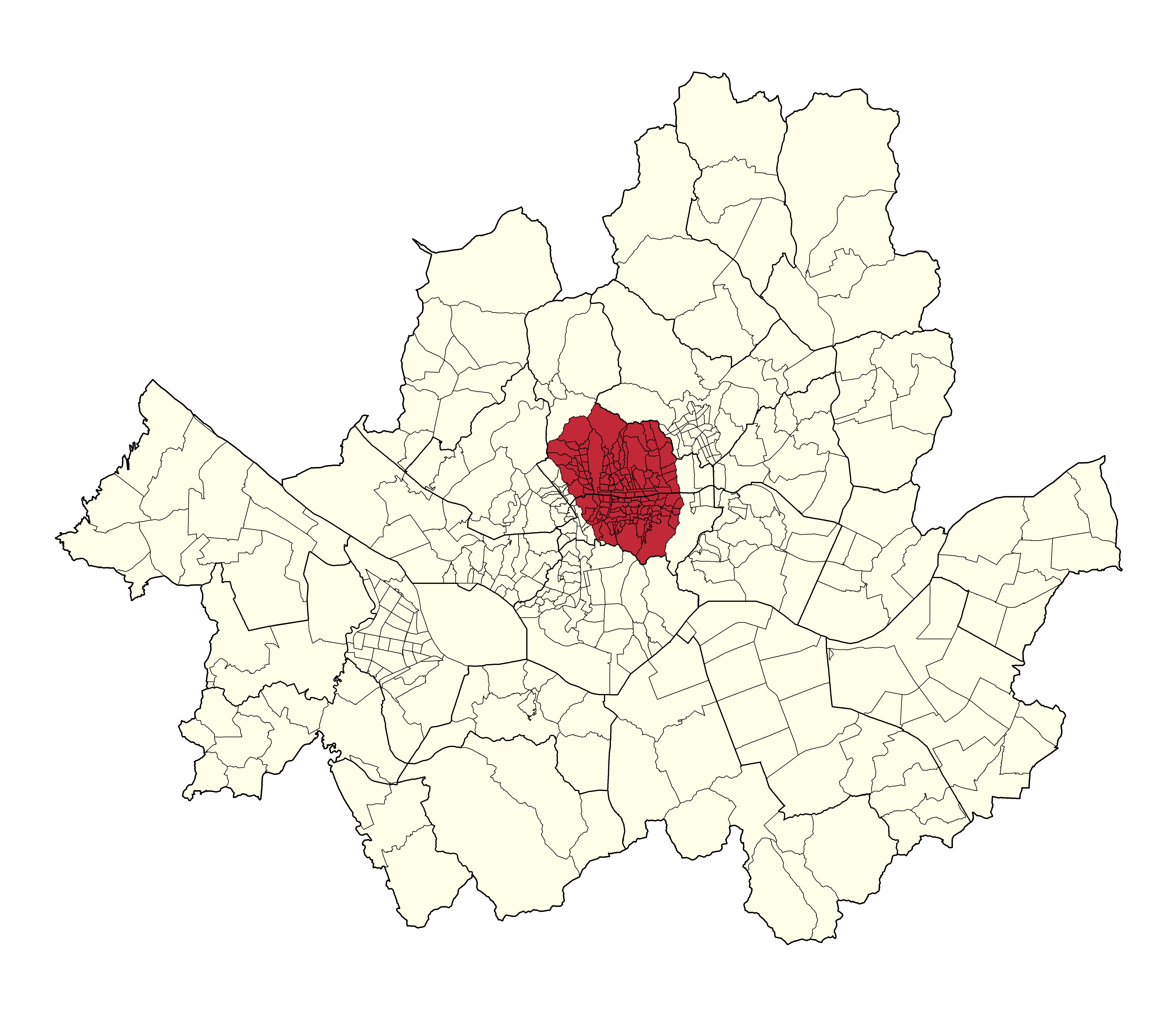
Het ommuurde deel in het huidige Seoel
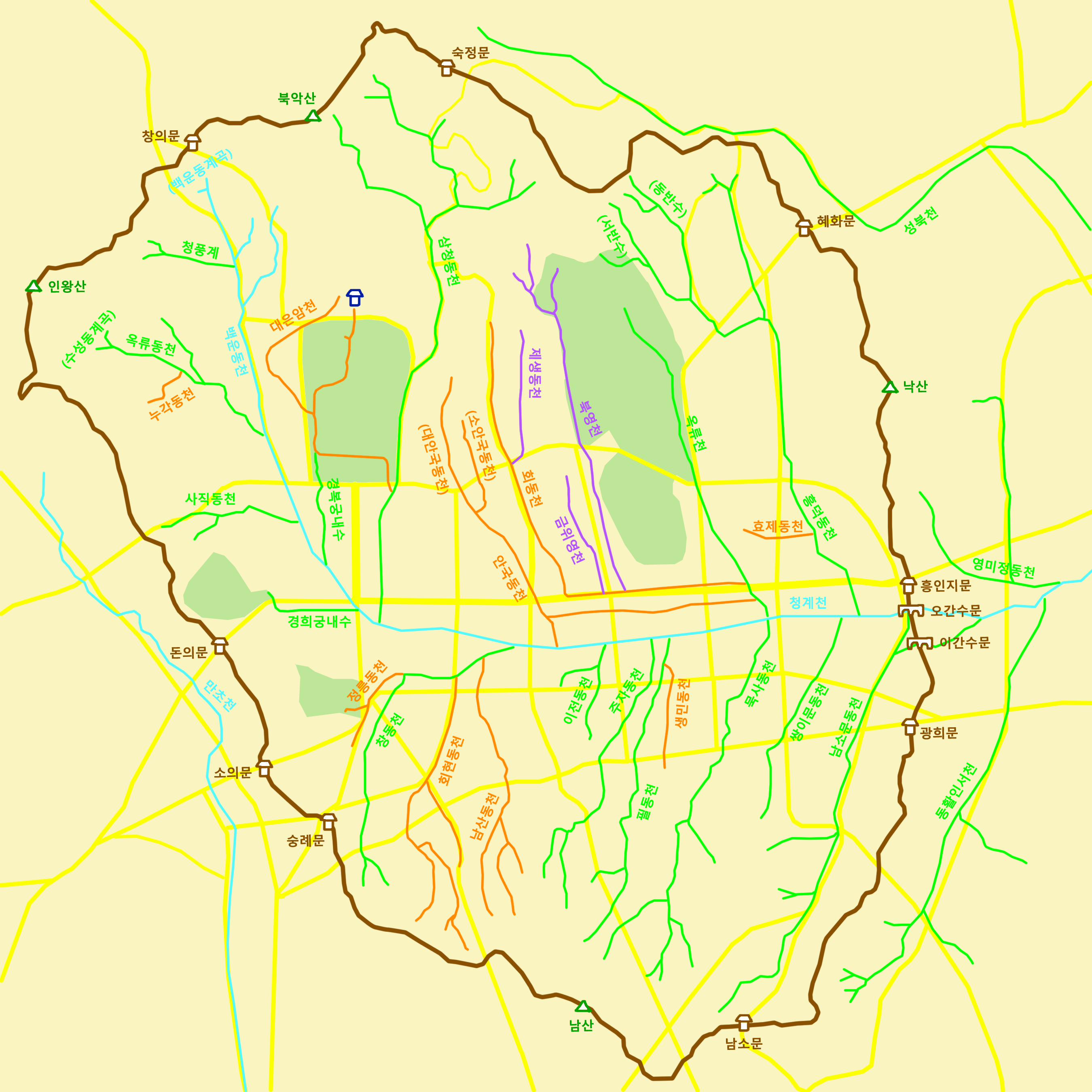
Detailkaart met de muur en poorten
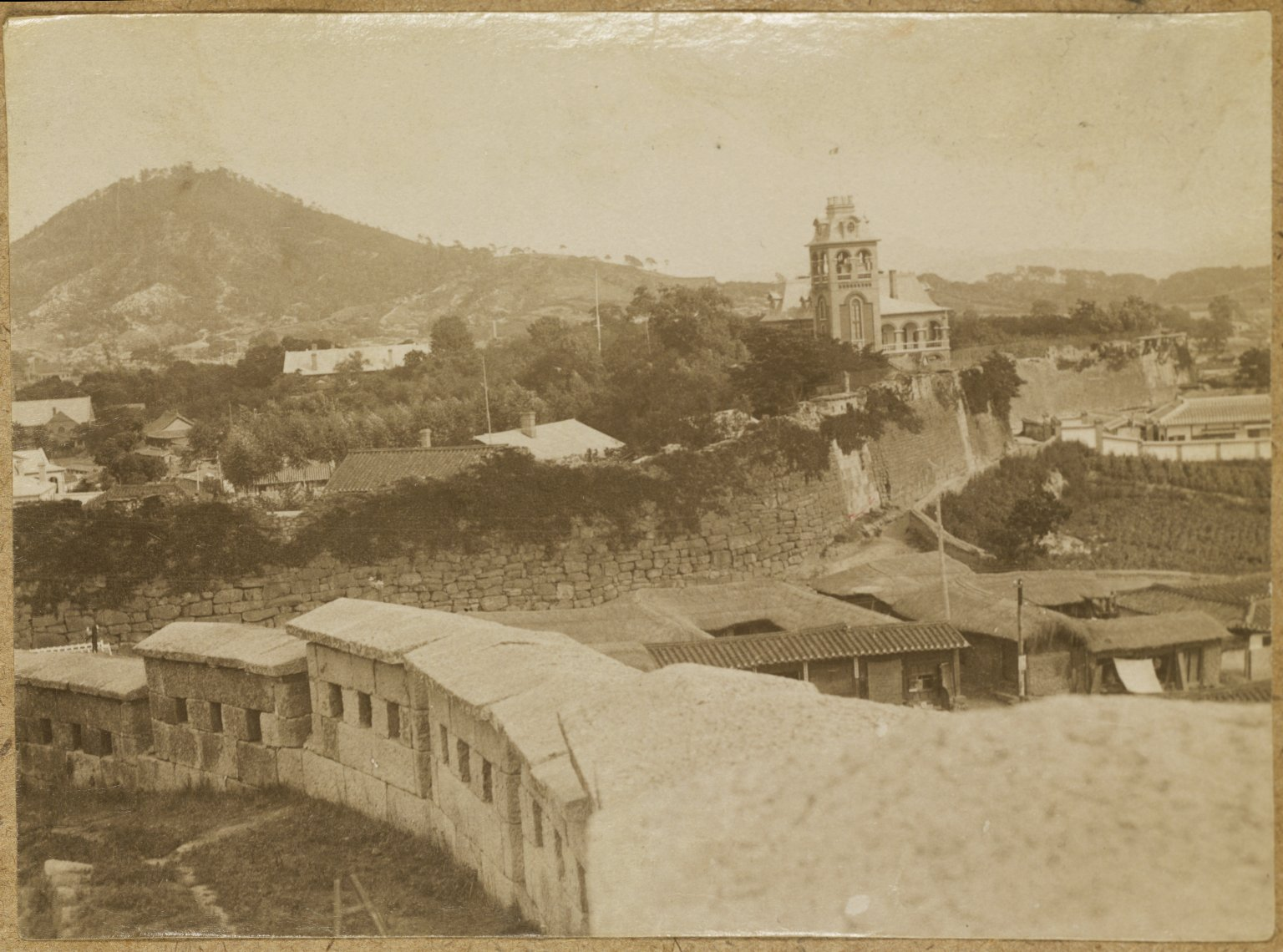
Stadsmuur in 1904 met het Franse consulaat op de achtergrond
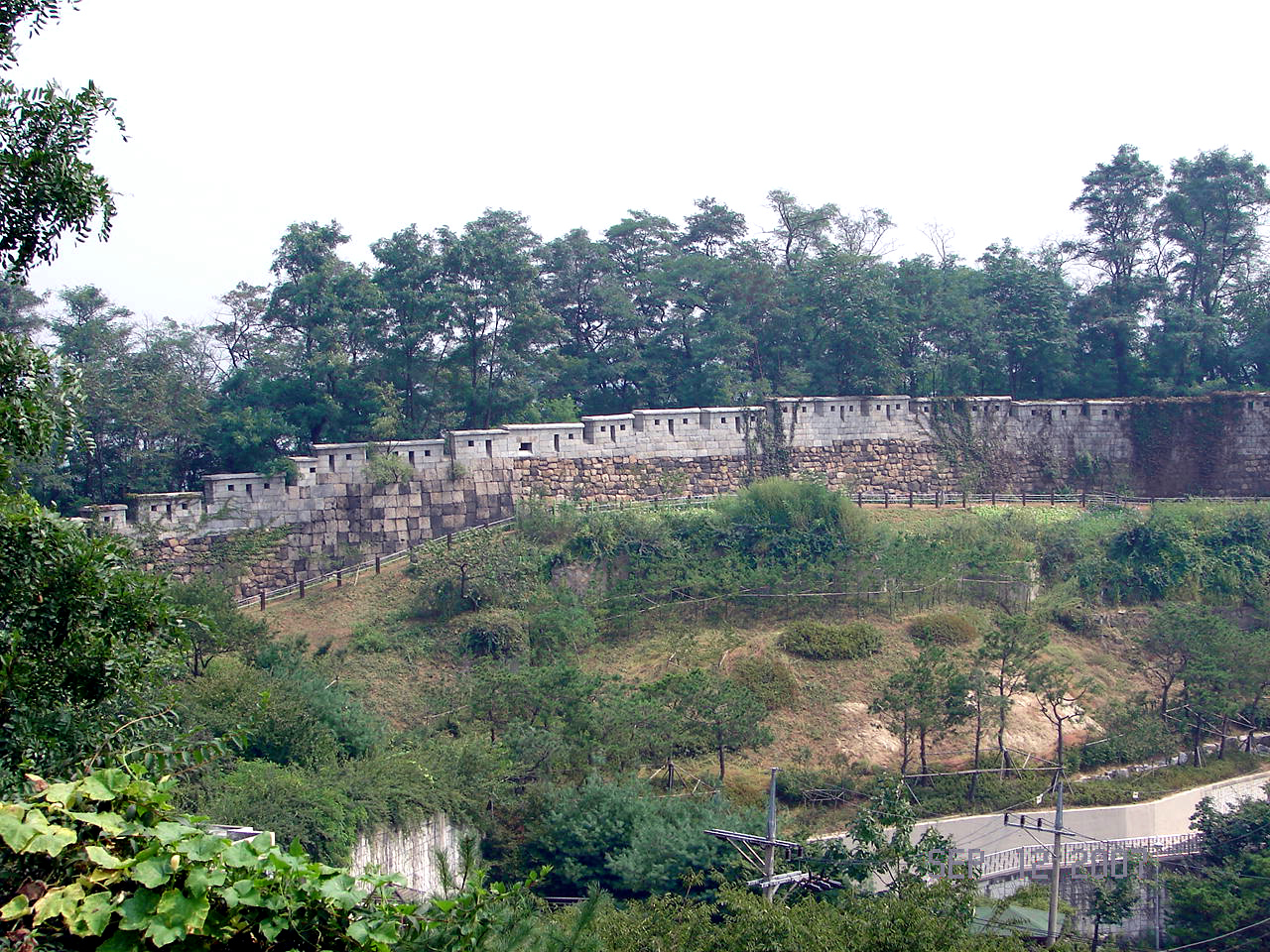
Stadsmuur op de berg Inwangsan
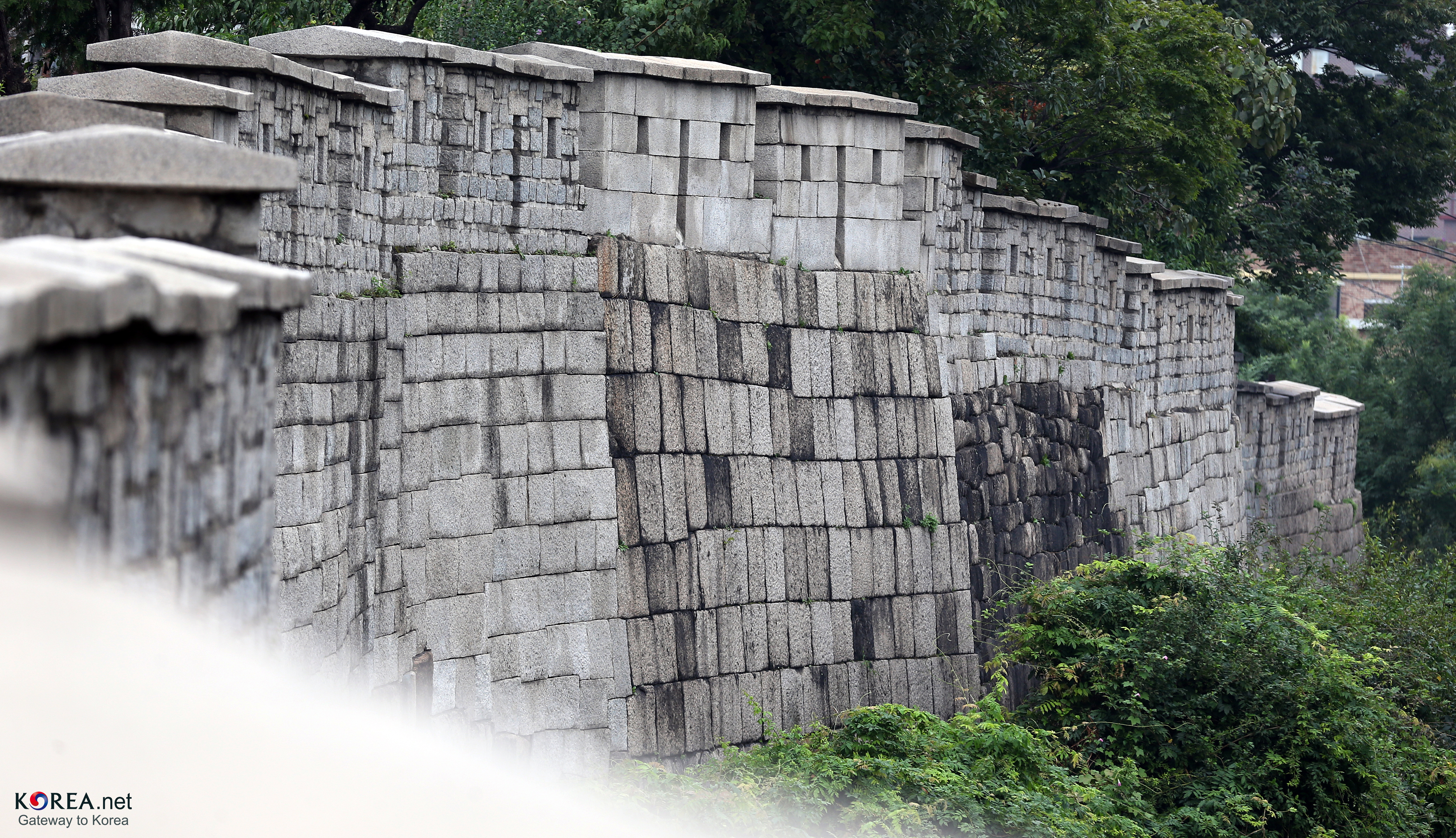
Stadmuur in Namsanpark
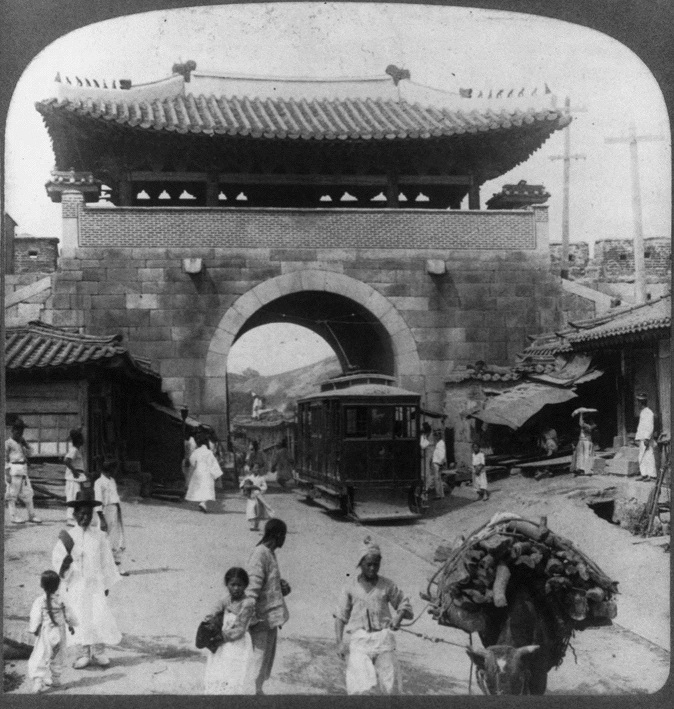
Donuimun of westpoort in 1904, gesloopt
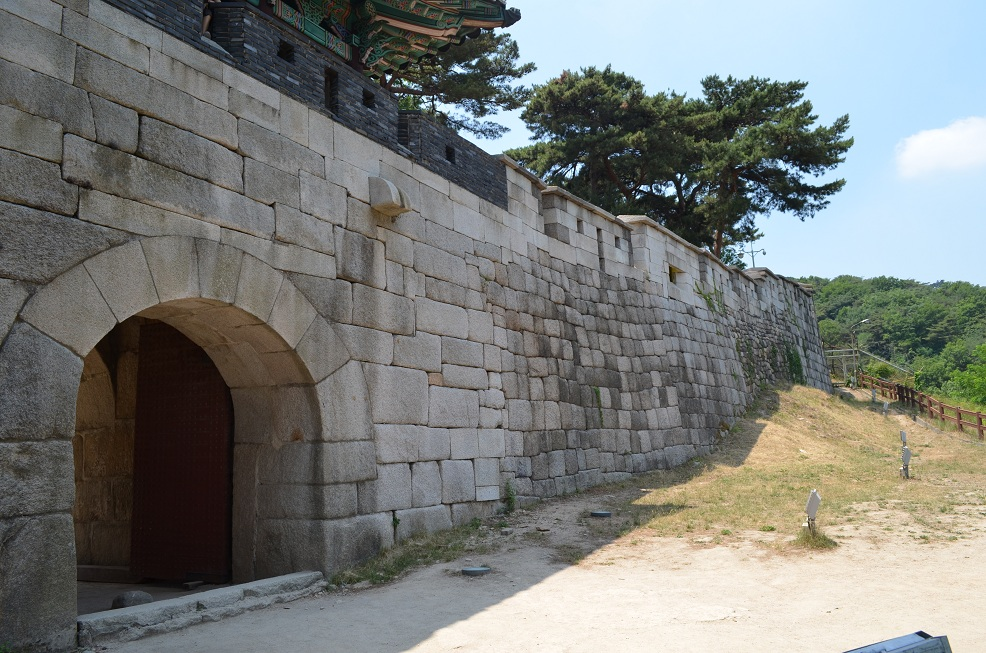
Sukjeongmun of noordpoort
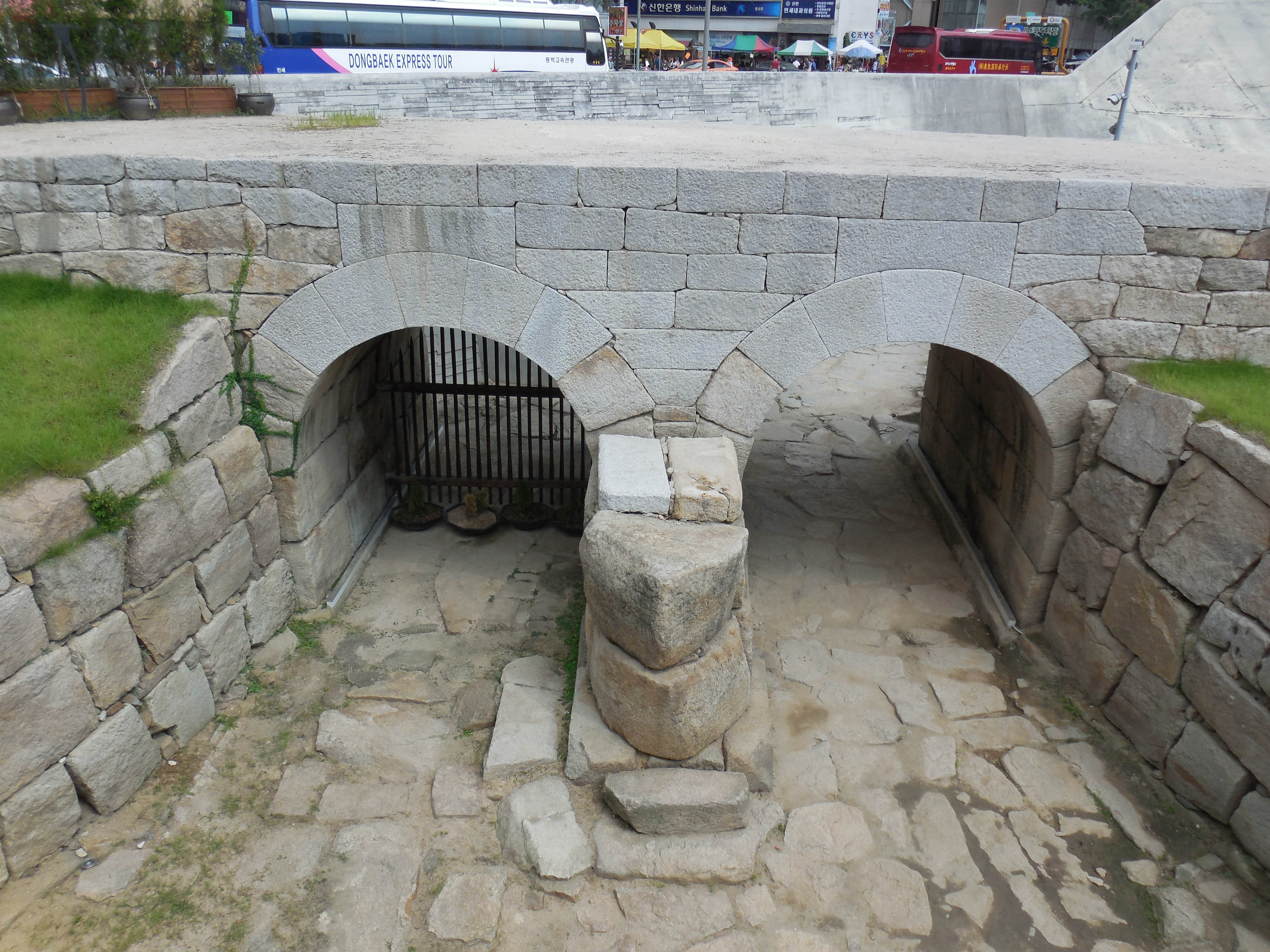
Waterpoort Igansumun